# Embalse de Los Canchales
El embalse de Los Canchales embalsa el agua del río Lácara. La presa pertenece al término municipal de Montijo, provincia de Badajoz, España, aunque gran parte de su embalse queda dentro del término de la ciudad de Mérida. Fue inaugurada en 1991, tiene una capacidad de 26 hm³ y una superficie de 970 ha. Su función es proveer abastecimiento y agua para el riego agrícola, aunque también es un lugar habitual de pesca. 

## Descripción
El embalse está rodeado por dehesas y por algunas zonas de regadío hacia el sur, un entorno idílico para la vida y la cría de multitud de especies de aves que ha sido incluido en la Zona de especial protección para las aves (ZEPA) «Embalse de los Canchales», perteneciente a la Red Natura 2000 (Red Ecológica Europea de Áreas de conservación de la Biodiversidad). Además, está considerado un humedal de importancia internacional. Junto a la presa existe el Centro de Interpretación Los Canchales. Las localidades más cercanas son La Garrovilla, Montijo y Lácara.
El perímetro completo del embalse es transitable por un camino de tierra de algo más de 20 km de longitud, trazado sobre su cota máxima de inundación, y que da acceso a varios miradores de los lugares de nidificación de las aves. La relativa escasa profundidad del embalse, sus numerosas zonas encharcadas, las isletas artificiales y la abundante presencia de vegetación acuática crean un lugar muy atrayente para la avifauna.